# Lijst van spelers van Once Caldas
Deze lijst omvat voetballers die bij de Colombiaanse voetbalclub Once Caldas spelen of gespeeld hebben. De spelers zijn alfabetisch gerangschikt.

## A
- Emerson Acuña
- Juan Aguirre
- Herly Alcázar
- Alonso Alcibar
- Cesar Alzate
- Diego Amaya
- Diego Arango
- Jaime Arango
- Silvio Arango
- Javier Araujo
- Diego Arias
- Jimmy Asprilla
- Miguel Asprilla

## B
- Juan Baena
- Julian Barahona
- Julián Barragan
- Elkin Blanco
- Astur Bocanegra
- Amir Buelvas

## C
- Julio César Cáceres
- Germán Caicedo
- Elkin Calle
- Roller Cambindo
- Gustavo Canales
- Marco Canchila
- Jeison Candado
- Carlos Carbonero
- Fernando Cárdenas
- Ariel Carreño
- Erwin Carrillo
- Jorge Casanova
- Mauricio Casierra
- Jaime Castrillón
- Edgar Catano
- José Cevallos
- Edison Chará
- Edwin Congo
- Óscar Córdoba
- Willianson Córdoba
- Nilson Cortes
- Jefferson Cuero

## D
- Carlos Díaz
- Jefrey Díaz
- Julian Díaz
- Oscar Díaz
- Wilmer Díaz

## E
- Ismael Espiga

## F
- Jonathan Fabbro
- Julio Falcioni
- Johan Fano
- Óliver Fula

## G
- Pablo Gaglianone
- Manuel Galarcio
- Sergio Galván
- Alexis García
- Gilberto García
- Jhon García
- Darío Gigena
- Julio Girón
- Diego González
- Domingo González
- Juan González
- Mario González
- Pablo González

## H
- Harrison Henao
- Juan Carlos Henao
- Alexis Henriquez
- Giovanni Hernández
- Sebastian Hernández
- Yonni Hinestroza

## I
- Sergio Ibarra
- José Izquierdo

## J
- Leopoldo Jiménez
- Yesinguer Jiménez
- Carlos Johnson
- Agustín Julio

## L
- Hector Landazuri
- Alexander Lemus
- Jorge Lenis
- Oscar López

## M
- Johan Marín
- Raúl Marín
- Luis Martínez
- Ervin Maturana
- Alexander Mejia
- Wilson Mena
- Jhonny Mera
- Julian Mesa
- Felix Micolta
- Rodrigo Millar
- Matias Mirabaje
- Carlos Mojica
- Nolberto Molina
- Neider Morantes
- Dayro Moreno
- Malher Moreno
- Andrés Mosquera
- Juan Mosquera
- Edwin Móvil
- Luis Murillo

## N
- Antonio de Nigris
- Jorge Daniel Núñez
- Luis Núñez

## O
- Carlos Ortíz
- Nestor Ortíz
- Cristian Osorio

## P
- Jhon Pajoy
- Harnol Palacios
- Leon Palacios
- Adrian Pelaez
- Dayron Pérez
- Ignacio Pérez
- José Ricardo Pérez
- Juan Perillo
- Facundo Piacenza
- Boris Polo
- Léider Preciado

## Q
- Luis Quiñónez

## R
- Carlos Ramirez
- Rolando Ramírez
- Sebastian Ramirez
- Juan Ramos
- Santiago Ramos
- Wason Rentería
- John Rincon
- Heberth Ríos
- Avimiled Rivas
- Rubén Robledo
- Ever Rodríguez
- Henry Rojas
- Miguel Rojas
- Mauricio Romero
- Nondier Romero
- Rodrigo Ruiz

## S
- Jorge Salcedo
- Andrés Saldarriaga
- Sergio Santín
- Danny Santoya
- Oswaldo Santoya
- Alex Sinisterra
- Elkin Soto

## T
- Sebastián Tagliabué
- Luis Tejada
- Nicolas Torres
- Yesid Trujillo

## U
- Víctor Ugarte
- Fernando Uribe

## V
- Ancizar Valencia
- Edwin Valencia
- Jhon Valencia
- Luis Valencia
- Arnulfo Valentierra
- Samuel Vanegas
- Rolando Vargas
- William Vásquez
- Ronald Vega
- Rubén Velásquez
- Daniel Vélez
- Iván Velez
- Jefferson Verdecia
- Jhon Viáfara
- Leonel Vielma
- Oswaldo Vizcarrondo

## W
- Jhonatan Werpajoski

## Z
- Víctor Zapata